# Cubaris insularis
Cubaris insularis är en kräftdjursart som beskrevs av Searle 1922. Cubaris insularis ingår i släktet Cubaris och familjen Armadillidae. Inga underarter finns listade i Catalogue of Life.